# Spodiopsar
Spodiopsar är ett fågelsläkte i familjen starar inom ordningen tättingar. Släktet omfattar endast två arter med utbredning i nordöstra Asien och sydcentrala Kina:
- Sidenstare (S. sericeus)
- Gråstare (S. cineraceus)

Tidigare placerades arterna i släktet Sturnus, men flera genetiska studier visar att det är starkt parafyletiskt, där de flesta arterna är närmare släkt med majnorna i Acridotheres än med den europeiska staren (Sturnus vulgaris).